# プレザンツ郡 (ウェストバージニア州)
プレザンツ郡（英: Pleasants County）は、アメリカ合衆国ウェストバージニア州の中央部北に位置する郡である。2010年国勢調査での人口は7,605人であり、2000年の7,514人から1.2%増加した。郡庁所在地はセントメアリーズ市（人口1,860人）であり、同郡で人口最大の都市でもある。プレザンツ郡は1851年にバージニア州議会によって設立され、郡名はバージニア州選出アメリカ合衆国上院議員およびバージニア州知事を務めたジェイムズ・プレザンツ・ジュニアに因んで名付けられた。
プレザンツ郡はオハイオ州にも跨るパーカーズバーグ・マリエッタ・ビエナ大都市圏に属している。

## 地理
アメリカ合衆国国勢調査局に拠れば、郡域全面積は135平方マイル (349 km2)であり、このうち陸地131平方マイル (339 km2)、水域は4平方マイル (10 km2)で水域率は2.87%である。

### 主要高規格道路
- ウェストバージニア州道2号線
- ウェストバージニア州道16号線
- ウェストバージニア州道807号線

### 隣接する郡
- ワシントン郡 (オハイオ州) - 北
- タイラー郡 - 東
- リッチー郡 - 南東
- ウッド郡 - 南西

### 国立保護地域
- オハイオ川諸島国立野生生物保護区（部分）

## 人口動態
以下は2000年国勢調査による人口統計データである。
| 基礎データ - 人口: 7,514人 - 世帯数: 2,887 世帯 - 家族数: 2,136 家族 - 人口密度: 22人/km2（58人/mi2） - 住居数: 3,214軒 - 住居密度: 9軒/km2（25軒/mi2） 人種別人口構成 - 白人: 98.30% - アフリカン・アメリカン: 0.48% - ネイティブ・アメリカン: 0.47% - アジア人: 0.20% - その他の人種: 0.07% - 混血: 0.49% - ヒスパニック・ラテン系: 0.37% 年齢別人口構成 - 18歳未満: 23.8% - 18-24歳: 7.8% - 25-44歳: 28.7% - 45-64歳: 24.8% - 65歳以上: 14.9% - 年齢の中央値: 39歳 - 性比（女性100人あたり男性の人口） - 総人口: 100.2 - 18歳以上: 96.2 | 世帯と家族（対世帯数） - 18歳未満の子供がいる: 32.7% - 結婚・同居している夫婦: 60.1% - 未婚・離婚・死別女性が世帯主: 10.4% - 非家族世帯: 26.0% - 単身世帯: 22.9% - 65歳以上の老人1人暮らし: 12.3% - 平均構成人数 - 世帯: 2.51人 - 家族: 2.93人 収入と家計 - 収入の中央値 - 世帯: 32,736米ドル - 家族: 37,795米ドル - 性別 - 男性: 31,068米ドル - 女性: 18,077米ドル - 人口1人あたり収入: 16,920米ドル - 貧困線以下 - 対人口: 13.7% - 対家族数: 10.9% - 18歳未満: 17.8% - 65歳以上: 7.9% |

2008年のアメリカ合衆国大統領選挙では、共和党候補のジョン・マケインを60%が支持し、対する民主党のバラク・オバマは38%に留まった。

## 都市と町

### 法人化市と町
- セントメアリーズ - 郡庁所在地
- ベルモント

### 未編入の町
- アービラ
- カルカッタ
- ヘブロン
- パイングローブ